# Gonatodes daudini
Gonatodes daudini este o specie de șopârle din genul Gonatodes, familia Gekkonidae, descrisă de Powell și Henderson în anul 2005. A fost clasificată de IUCN ca specie pe cale de dispariție (stare critică). Conform Catalogue of Life specia Gonatodes daudini nu are subspecii cunoscute.